# Liríope
 Liríope é uma ninfa da mitologia grega, mãe de Narciso, filho do deus-rio beócio Cefiso
Liríope foi a primeira a consultar o adivinho Tirésias, sobre o destino de seu filho Narciso, então com quinze anos, se ele teria uma longa vida. Tirésias respondeu que ele só teria uma longa vida se falhasse em ver a si mesmo.
De fato, Narciso era extremamente belo, mas desprezou o amor de todas as ninfas; Eco, em particular, que tinha perdido o dom da fala por maldição de Juno, foi repelida por Narciso, e acabou perdendo o corpo, se transformando nas pedras da caverna.
Porém quando Narciso viu sua imagem refletida nas águas cristalinas de uma fonte, nunca mais conseguiu parar de vê-las, ouvindo apenas a voz de Eco, que repetia suas palavras, terminando por morrer, consumido de amores pela própria imagem.
A fama do vidente cego Tirésias se espalhou pela Acaia, e sua próxima profecia foi feita a Penteu, rei de Tebas, sobre as bacantes.